# Nguyễn Kiến
Nguyễn Kiến (* 1933) ist ein vietnamesischer Schriftsteller.
Nguyễn Kiến verfasste diverse Erzählungen. In seinen Werken befasste er sich vor allem mit dem ländlichen Leben in Vietnam.

## Werke (Auswahl)
- La rung, Erzählung, 1959
- Dong thang Nam, Erzählungen, 1961
- Vu mua chua gat, Erzählungen, 1965
- Chan song, Erzählungen, 1967
- Noi xa, Erzählungen, 1970
- Der junge Keng, Kurzgeschichte, aus dem Französischen übersetzt von Wolfgang Günther